# Svartvävare
Svartvävare (Ploceus nigerrimus) är en fågel i familjen vävare inom ordningen tättingar.

## Utseende och läte
Hane svartvävare är som namnet avslöjar helsvart i fjäderdräkten. Honan är olivgrön med ljusare undersida. Båda könen har ljusa ögon, gula hos hanen och ljusbruna hos honan. Lätena typiska för vävare, "chet" som lockläte och sången en fräsande serie som liknar radiostörningar. 

## Utbredning och systematik
Svartvävare förekommer i sydostligaste Nigeria, Uganda, västra Kenya, Angola och Demokratiska republiken Kongo. Den behandlas som monotypisk, det vill säga att den inte delas in i några underarter.Tidigare inkluderades kastanjeryggig vävare (P. castaneofuscus) i arten, men urskildes 2016 som egen art av BirdLife International, 2022 av tongivande eBird/Clements och 2023 av International Ornithological Congress.

## Levnadssätt
Svartvävare hittas i fuktiga buskmarker, jordbruksbygd och utmed skogsbryn. Den ses oftast i flockar och i häckningskolonierna.

## Status
Arten har ett stort utbredningsområde och beståndet anses vara stabilt. Internationella naturvårdsunionen IUCN listar den därför som livskraftig (LC).

## Galleri

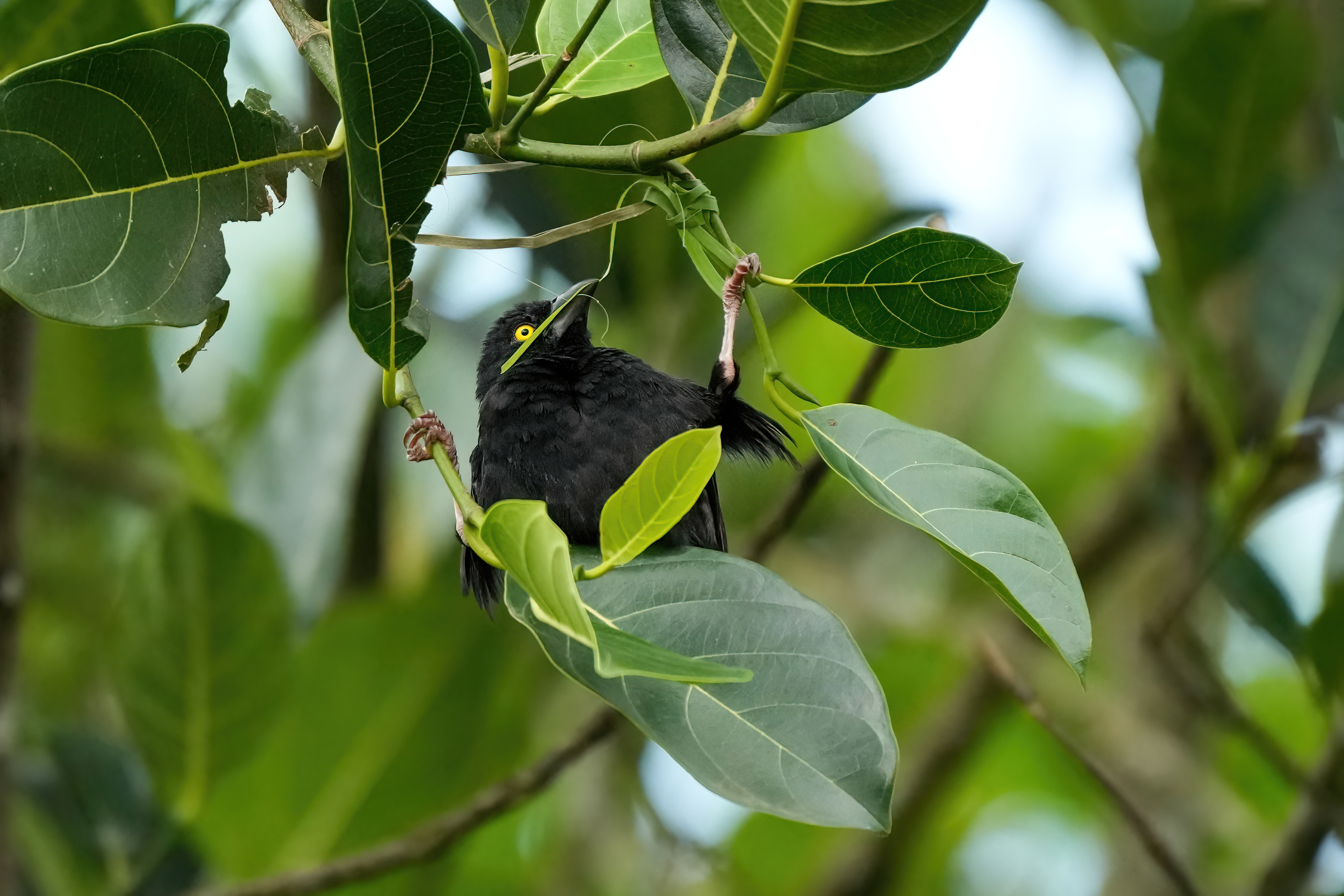
Hane vid påbörjat bobygge, i Kibale National Park i Uganda.
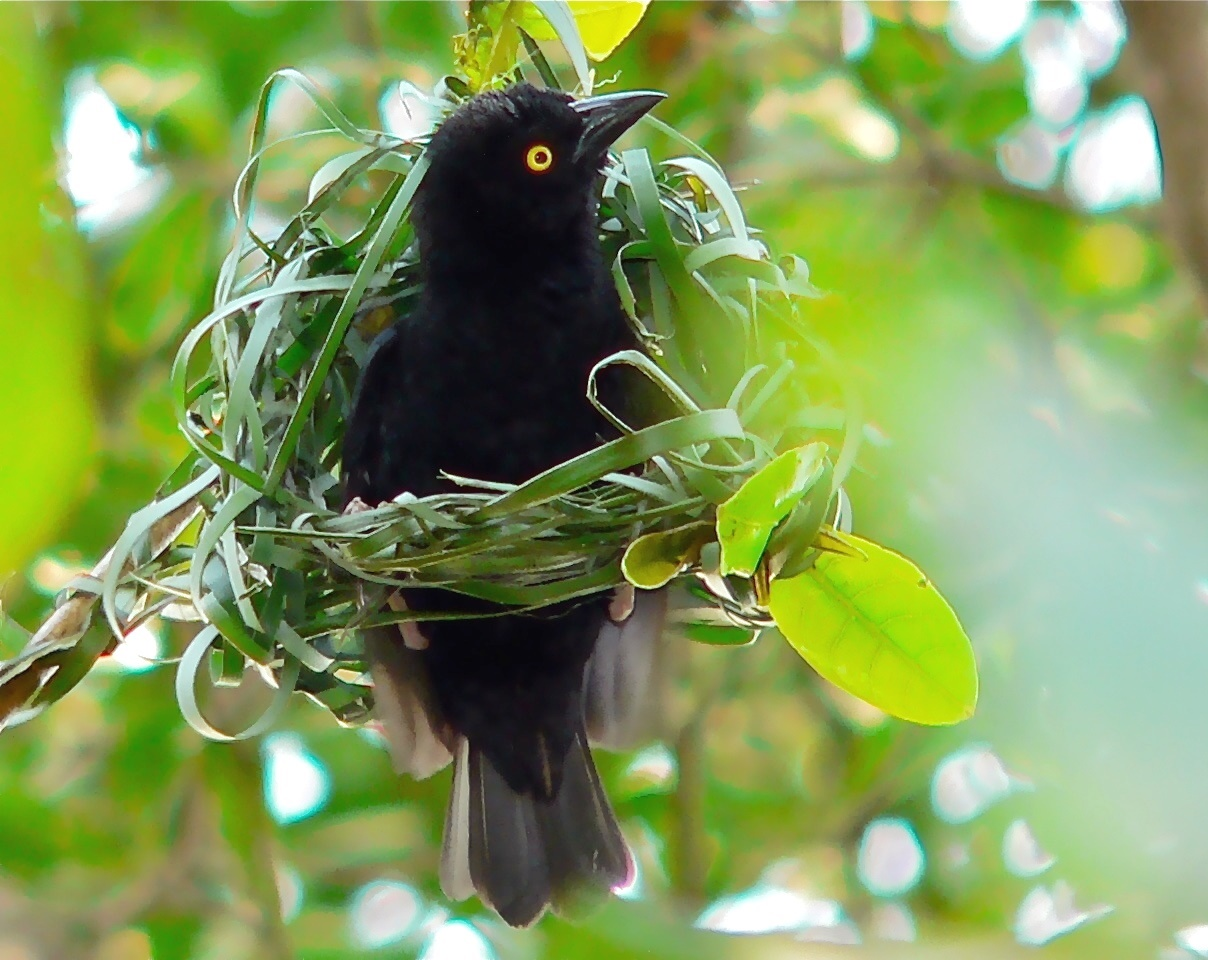
Hane under bobyggande.